# Nieuwe Sint-Clemenskerk (Gerwen)

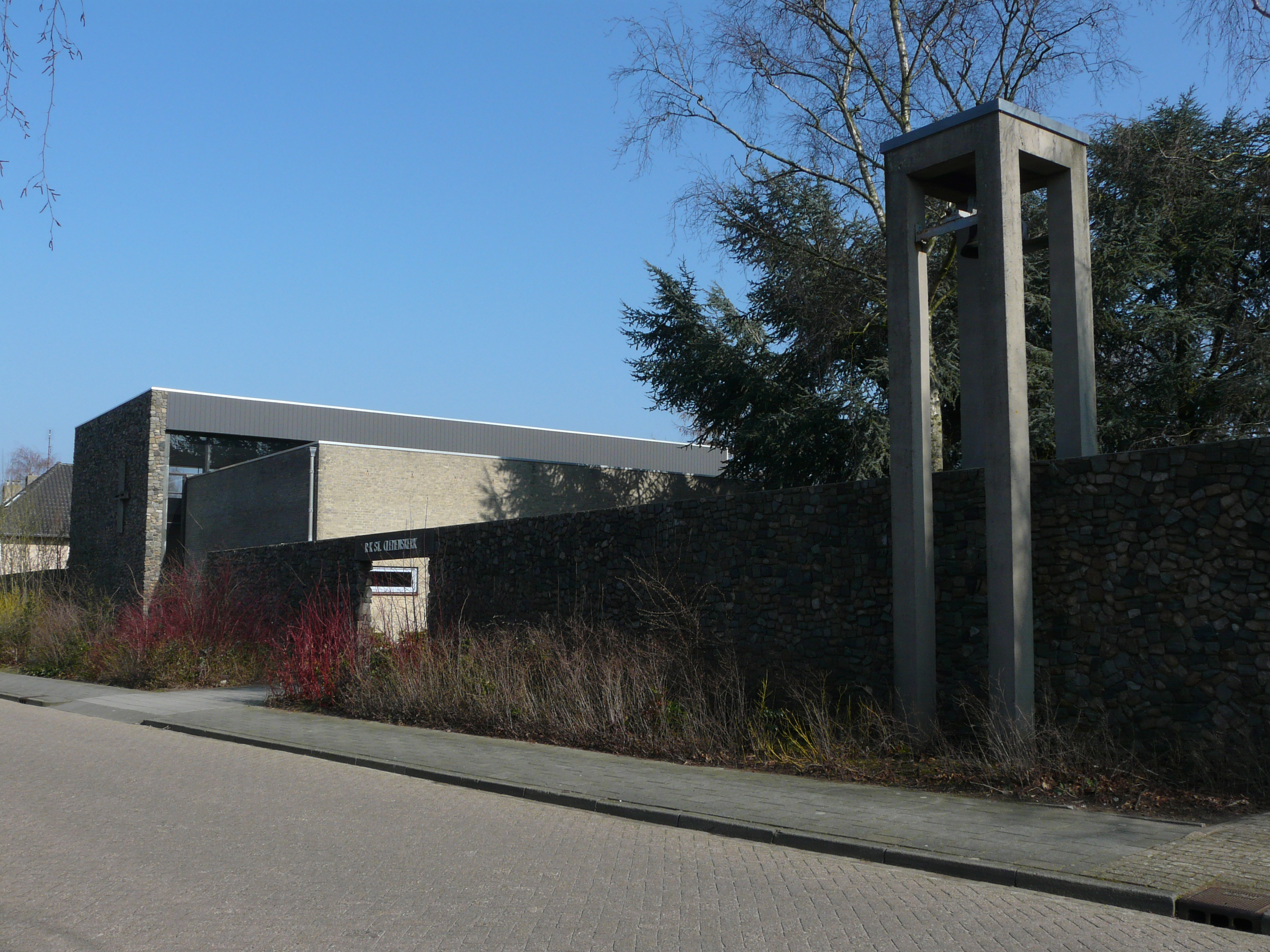
Nieuwe Sint-Clemenskerk

De nieuwe Sint-Clemenskerk is een rooms-katholiek kerkgebouw te Gerwen, gelegen aan Heuvel 17.
Deze kerk werd gebouwd in modernistische stijl en werd op Kerstnacht 1967 in gebruik genomen. Voordien kerkten de katholieken in de nabijgelegen oude Sint-Clemenskerk. De nieuwe kerk was groter en ruimer dan de oude kerk. Het aantal inwoners van Gerwen nam toe en de ontkerkelijking was nog niet merkbaar.
Het is een ruime en lichte moderne kerk die werd gebouwd in 1967, in gebruik genomen in de kerstnacht van 1967, en die ingewijd werd in 1968. In deze tijd leek het aantal gelovigen toe te nemen en was de oude kerk te klein geworden. De architect was E. Nijsten uit Vught. De kerk bezit enkele kunstwerken, zoals terracotta kruiswegstaties, die afkomstig zijn uit de Franciscuskerk te Nijmegen en gemaakt door Schoenmakers in 1956. Ook is er een glas-in-beton raam en zijn er enkele gebrandschilderde ramen die afkomstig zijn uit de oude pastorie.
Deze kerk is een doosvormig gebouw met een sober interieur. Een betonnen open klokkenstoel bevindt zich op enige afstand van het eigenlijke gebouw. De ingang bevindt zich in een binnentuin die omsloten is door een uit natuurstenen opgetrokken muur.
In het interieur is gewerkt met baksteen, beton, en natuursteen.